# Blacus lithocolletidis
Blacus lithocolletidis är en stekelart som beskrevs av William Harris Ashmead 1900. Blacus lithocolletidis ingår i släktet Blacus och familjen bracksteklar. Inga underarter finns listade.